# Luisa Wöllisch
Luisa Wöllisch (geb. 1996 in Starnberg) ist eine deutsche Schauspielerin.

## Leben
Wöllisch wuchs in Tutzing auf und lebt seit ihrer Geburt mit dem Down-Syndrom, einem Gendefekt, der geistige und körperliche Einschränkungen mit sich bringt.
Sie besuchte die Montessorischule in Biberkor, wo sie erste Bühnen-Erfahrungen in Musicals und Theateraufführungen sammelte. Seit 2014 spielt sie als festes Ensemblemitglied bei der Freien Bühne München.
2017 wirkte sie in einem Kinofilm in einer Nebenrolle mit, der deutschen Kriminalkomödie Grießnockerlaffäre.
In ihrer ersten Hauptrolle in einem deutschen Kinofilm spielte sie die vom Down-Syndrom betroffene Franzi Maier in der Filmkomödie Die Goldfische (2019). Das Casting dazu gewann sie, indem sie das Lied Atemlos durch die Nacht der deutschen Schlagersängerin Helene Fischer einstudierte und dazu einen eigenen Tanz kreierte. Sie ist wie Juliana Götze eine der wenigen Filmschauspielerinnen, die auch im realen Leben eine Behinderung haben.
Seit 2020 ist sie Schauspielerin an den Münchner Kammerspielen. 2021 wurde sie mit dem Kulturpreis Bayern ausgezeichnet.

## Filmografie
- 2017: Grießnockerlaffäre
- 2019: Die Goldfische
- 2020: Frühling – Liebe hinter geschlossenen Vorhängen
- 2020: 2 Minuten – Der Test
- 2023: Toni, männlich, Hebamme – Eine Klasse für sich
- 2024: 2 Minuten – 24/7